# Black No.1
«Black No.1 (Little Miss Scare-All)» (рус. Чёрный № 1: маленькая мисс Страшилка) — первый сингл американской готик-метал группы Type O Negative, и первый с альбома 1993 года Bloody Kisses. Это саркастическая ода девушкам-готам, прототипом героини которой послужила самовлюблённая бывшая девушка певца Питера Стила; название песни отсылает к популярной чёрной краске для волос. Песня стала одной из самых знаменитых и любимых у поклонников, она исполнялась практически на каждом концерте с 1993 года.

## О песне
Песня была написана вокалистом Питером Стилом во время вождения мусоровоза. Во время интервью Revolver он заявил: «Я три часа стоял в очереди, чтобы сбросить 40 кубических ярдов человеческих отходов на морской пересадочной станции на Гамильтон-авеню, и я написал песню в своей голове. Я не шучу».
Это, пожалуй, их самая известная песня; хотя она так и не попала в Billboard Hot 100, она стала их самым продаваемым синглом и стала основой шоу MTV Headbangers Ball.

## Клип
Режиссёр клипа выступил Пэррис Мэйхью. Песня для клипа была обрезана: с одиннадцати минут до четырёх с половиной, сам клип снят в черно-белом тоне, хотя глаза Питера Стила подсвечены зеленым цветом. В клипе группа использует классические инструменты: контрабас, акустическую гитару и клавесин. В клипе показывается тусовка готов, посреди которой и играет группа.

## Список композиций
- «Black No. 1 (Little Miss Scare-All)» (перемонтирована)
- «Christian Woman» (перемонтирована)
- «Summer Breeze» — кавер на Seals and Crofts (Джим Силс, Дэш Крофтс) (перемонтирована)
- «We Hate Everyone» (перемонтирована)

## Участники записи
- Питер Стил — вокал, бас-гитара
- Джош Сильвер — клавишные, бэк-вокал
- Кенни Хики — гитара, бэк-вокал
- Сол Абрускато — ударные, перкуссия